# Врублево (Млавський повіт)
Врублево (пол. Wróblewo) — село в Польщі, у гміні Радзанув Млавського повіту Мазовецького воєводства.
Населення — 287 осіб (2011).
У 1975-1998 роках село належало до Цехановського воєводства.

## Демографія
Демографічна структура станом на 31 березня 2011 року:
|          | Загалом | Допрацездатний вік | Працездатний вік | Постпрацездатний вік |
| -------- | ------- | ------------------ | ---------------- | -------------------- |
| Чоловіки | 140     | 36                 | 90               | 14                   |
| Жінки    | 147     | 40                 | 74               | 33                   |
| Разом    | 287     | 76                 | 164              | 47                   |